# Stemmatophora brunnealis
Stemmatophora brunnealis là một loài bướm đêm thuộc họ Pyralidae. Nó được tìm thấy ở miền nam châu Âu và Bắc Phi.

## Phân loài
- Actenia brunnealis brunnealis
- Actenia brunnealis ocellata